# Coppa Bernocchi 2024
La 105e édition de la Coppa Bernocchi a lieu le 7 octobre 2024 avec un départ et une arrivée à Legnano (Lombardie), sur une distance de 174,3 kilomètres. Elle fait partie du calendrier UCI ProSeries 2024 (deuxième niveau mondial) en catégorie 1.Pro. C'est également la deuxième manche du Trittico Lombardo.

## Présentation

### Parcours
Partant de Legnano, les coureurs opèrent d'abord un crochet vers le sud-est puis prennent la direction du nord pour rejoindre un circuit d'environ 17 kilomètres tracé autour et dans le parc naturel Rile Tenore Olona (Parco Rile Tenore Olona) à accomplir sept fois. Ensuite, le parcours au profil descendant reprend la direction du sud pendant 25 kilomètres pour revenir à Legnano où l'arrivée est jugée après 174,3 kilomètres de course.

### Équipes
Vingt-quatre équipes sont au départ de la course : quatorze équipes UCI WorldTeam, neuf équipes continentales professionnelles et une équipe continentale.
| WorldTeams (14)- Lidl-Trek - Movistar Team - Astana Qazaqstan Team - Intermarché-Wanty - EF Education-EasyPost - Cofidis - Team Jayco AlUla - Red Bull-Bora-Hansgrohe - Arkéa-B&B Hotels - Decathlon-AG2R La Mondiale - Soudal Quick-Step - Alpecin-Deceuninck - Team Visma \| Lease a Bike - UAE Team Emirates ProTeams (9)- Tudor Pro Cycling Team - Euskaltel-Euskadi - Israel-Premier Tech - TotalEnergies - Polti Kometa - Team Corratec-Vini Fantini - Q36.5 Pro Cycling Team - Lotto Dstny - VF Group-Bardiani CSF-Faizanè Équipe continentale- Biesse-Carrera |
| |

## Classement final
| \| Classement général \| Classement général \| Classement général \| Classement général \| Classement général \| \| Coureur \| Coureur \| Pays \| Équipe \| Temps \| \| ------------------ \| -------------------- \| ------------------ \| ----------------------------- \| ------------------ \| \| 1er \| Stan Van Tricht \| Belgique \| Alpecin-Deceuninck \| 3 h 50 min 10 s \| \| 2e \| Alex Baudin \| France \| Decathlon-AG2R La Mondiale \| + 0 s \| \| 3e \| Roger Adrià \| Espagne \| Red Bull-Bora-Hansgrohe \| + 0 s \| \| 4e \| Neilson Powless \| États-Unis \| EF Education-EasyPost \| + 0 s \| \| 5e \| Bart Lemmen \| Pays-Bas \| Team Visma \\| Lease a Bike \| + 0 s \| \| 6e \| Pavel Sivakov \| France \| UAE Team Emirates \| + 3 s \| \| 7e \| Alessandro Pinarello \| Italie \| VF Group-Bardiani CSF-Faizanè \| + 5 s \| \| 8e \| Dorian Godon \| France \| Decathlon-AG2R La Mondiale \| + 1 min 27 s \| \| 9e \| Francesco Busatto \| Italie \| Intermarché-Wanty \| + 1 min 27 s \| \| 10e \| Marijn van den Berg \| Pays-Bas \| EF Education-EasyPost \| + 1 min 27 s \| |                      |            |                               |                 |
| |                      |            |                               |                 |
| Source : ProCyclingStats |                      |            |                               |                 |
| Classement général |                      |            |                               |                 |
| Coureur | Coureur              | Pays       | Équipe                        | Temps           |
| 1er | Stan Van Tricht      | Belgique   | Alpecin-Deceuninck            | 3 h 50 min 10 s |
| 2e | Alex Baudin          | France     | Decathlon-AG2R La Mondiale    | + 0 s           |
| 3e | Roger Adrià          | Espagne    | Red Bull-Bora-Hansgrohe       | + 0 s           |
| 4e | Neilson Powless      | États-Unis | EF Education-EasyPost         | + 0 s           |
| 5e | Bart Lemmen          | Pays-Bas   | Team Visma \| Lease a Bike    | + 0 s           |
| 6e | Pavel Sivakov        | France     | UAE Team Emirates             | + 3 s           |
| 7e | Alessandro Pinarello | Italie     | VF Group-Bardiani CSF-Faizanè | + 5 s           |
| 8e | Dorian Godon         | France     | Decathlon-AG2R La Mondiale    | + 1 min 27 s    |
| 9e | Francesco Busatto    | Italie     | Intermarché-Wanty             | + 1 min 27 s    |
| 10e | Marijn van den Berg  | Pays-Bas   | EF Education-EasyPost         | + 1 min 27 s    |

## Liste des participants
| Team Visma \| Lease a Bike TVL | Team Visma \| Lease a Bike TVL | Team Visma \| Lease a Bike TVL |
| ------------------------------ | ------------------------------ | ------------------------------ |
| Num                            | Coureur                        | Pos                            |
| 2                              | Steven Kruijswijk (NED)        | 57e                            |
| 3                              | Bart Lemmen (NED)              | 5e                             |
| 4                              | Johannes Staune-Mittet (NOR)   | 59e                            |
| 5                              | Milan Vader (NED)              | 36e                            |
| 6                              | Tijmen Graat (NED)             | 44e                            |
| 7                              | Menno Huising (NED)            | 21e                            |

| Alpecin-Deceuninck ADC | Alpecin-Deceuninck ADC      | Alpecin-Deceuninck ADC |
| ---------------------- | --------------------------- | ---------------------- |
| Num                    | Coureur                     | Pos                    |
| 11                     | Kaden Groves (AUS)          | AB                     |
| 12                     | Stan Van Tricht (BEL)       | 1er                    |
| 13                     | Axel Laurance (FRA)         | 67e                    |
| 14                     | Fabio Van den Bossche (BEL) | 12e                    |
| 15                     | Tobias Bayer (AUT)          | 79e                    |
| 16                     | Louis Kitzki (GER)          | 98e                    |
| 17                     | Henri Uhlig (GER)           | AB                     |

| Arkéa-B&B Hotels ARK | Arkéa-B&B Hotels ARK      | Arkéa-B&B Hotels ARK |
| -------------------- | ------------------------- | -------------------- |
| Num                  | Coureur                   | Pos                  |
| 21                   | Vincenzo Albanese (ITA)   | AB                   |
| 22                   | Louis Barré (FRA)         | AB                   |
| 23                   | Clément Champoussin (FRA) | AB                   |
| 24                   | Ewen Costiou (FRA)        | AB                   |
| 25                   | Kévin Vauquelin (FRA)     | AB                   |
| 26                   | Jenthe Biermans (BEL)     | 85e                  |
| 27                   | Simon Guglielmi (FRA)     | 28e                  |

| Astana Qazaqstan Team AST | Astana Qazaqstan Team AST     | Astana Qazaqstan Team AST |
| ------------------------- | ----------------------------- | ------------------------- |
| Num                       | Coureur                       | Pos                       |
| 31                        | Davide Ballerini (ITA)        | 16e                       |
| 32                        | Samuele Battistella (ITA)     | AB                        |
| 33                        | Alberto Bettiol (ITA) (route) | AB                        |
| 34                        | Gianmarco Garofoli (ITA)      | 47e                       |
| 35                        | Christian Scaroni (ITA)       | 61e                       |
| 36                        | Henok Mulubrhan (ERI) (route) | 100e                      |
| 37                        | Alexey Lutsenko (KAZ)         | AB                        |

| Cofidis COF | Cofidis COF           | Cofidis COF |
| ----------- | --------------------- | ----------- |
| Num         | Coureur               | Pos         |
| 41          | Stefano Oldani (ITA)  | AB          |
| 42          | Ion Izagirre (ESP)    | 23e         |
| 43          | Anthony Perez (FRA)   | 64e         |
| 44          | Hugo Toumire (FRA)    | AB          |
| 45          | Harrison Wood (GBR)   | 49e         |
| 46          | Axel Zingle (FRA)     | 17e         |
| 47          | Benjamin Thomas (FRA) | AB          |

| Decathlon-AG2R La Mondiale DAT | Decathlon-AG2R La Mondiale DAT | Decathlon-AG2R La Mondiale DAT |
| ------------------------------ | ------------------------------ | ------------------------------ |
| Num                            | Coureur                        | Pos                            |
| 51                             | Alex Baudin (FRA)              | 2e                             |
| 52                             | Clément Berthet (FRA)          | 25e                            |
| 53                             | Dorian Godon (FRA)             | 8e                             |
| 54                             | Paul Lapeira (FRA) (route)     | AB                             |
| 55                             | Nicolas Prodhomme (FRA)        | 48e                            |
| 56                             | Bastien Tronchon (FRA)         | 55e                            |
| 57                             | Andrea Vendrame (ITA)          | 15e                            |

| EF Education-EasyPost EFE | EF Education-EasyPost EFE | EF Education-EasyPost EFE |
| ------------------------- | ------------------------- | ------------------------- |
| Num                       | Coureur                   | Pos                       |
| 61                        | Mikkel Honoré (DEN)       | 33e                       |

| Club Cycliste d'Étupes ___ | Club Cycliste d'Étupes ___ | Club Cycliste d'Étupes ___ |
| -------------------------- | -------------------------- | -------------------------- |
| Num                        | Coureur                    | Pos                        |
| 62                         | Edvin Lovidius (SWE)       | 113e                       |

| EF Education-EasyPost EFE | EF Education-EasyPost EFE     | EF Education-EasyPost EFE |
| ------------------------- | ----------------------------- | ------------------------- |
| Num                       | Coureur                       | Pos                       |
| 63                        | Darren Rafferty (IRL) (route) | 45e                       |
| 64                        | Rui Costa (POR) (route)       | AB                        |
| 65                        | Neilson Powless (USA)         | 4e                        |
| 66                        | James Shaw (GBR)              | 115e                      |
| 67                        | Marijn van den Berg (NED)     | 10e                       |

| Intermarché-Wanty IWA | Intermarché-Wanty IWA   | Intermarché-Wanty IWA |
| --------------------- | ----------------------- | --------------------- |
| Num                   | Coureur                 | Pos                   |
| 71                    | Vito Braet (BEL)        | 14e                   |
| 72                    | Francesco Busatto (ITA) | 9e                    |
| 73                    | Lilian Calmejane (FRA)  | AB                    |
| 74                    | Alexy Faure Prost (FRA) | AB                    |
| 75                    | Simone Gualdi (ITA)     | 51e                   |
| 76                    | Rune Herregodts (BEL)   | 32e                   |
| 77                    | Simone Petilli (ITA)    | 111e                  |

| Lidl-Trek LTK | Lidl-Trek LTK                    | Lidl-Trek LTK |
| ------------- | -------------------------------- | ------------- |
| Num           | Coureur                          | Pos           |
| 81            | Toms Skujiņš (LAT)               | 22e           |
| 82            | Juan Pedro López (ESP)           | AB            |
| 83            | Dario Cataldo (ITA)              | AB            |
| 84            | Simone Consonni (ITA)            | 96e           |
| 85            | Jacopo Mosca (ITA)               | 50e           |
| 86            | Fabio Felline (ITA)              | AB            |
| 87            | Natnael Tesfatsion (ERI) (route) | 37e           |

| Movistar Team MOV | Movistar Team MOV           | Movistar Team MOV |
| ----------------- | --------------------------- | ----------------- |
| Num               | Coureur                     | Pos               |
| 91                | Alex Aranburu (ESP) (route) | 52e               |
| 92                | Jon Barrenetxea (ESP)       | 92e               |
| 93                | Iván García Cortina (ESP)   | AB                |
| 94                | Manlio Moro (ITA)           | 94e               |
| 95                | Lorenzo Milesi (ITA)        | AB                |
| 96                | Oier Lazkano (ESP)          | AB                |
| 97                | Gonzalo Serrano (ESP)       | 29e               |

| Red Bull-Bora-Hansgrohe RBH | Red Bull-Bora-Hansgrohe RBH | Red Bull-Bora-Hansgrohe RBH |
| --------------------------- | --------------------------- | --------------------------- |
| Num                         | Coureur                     | Pos                         |
| 101                         | Primož Roglič (SLO)         | AB                          |
| 102                         | Matteo Sobrero (ITA)        | AB                          |
| 103                         | Bob Jungels (LUX)           | AB                          |
| 104                         | Roger Adrià (ESP)           | 3e                          |
| 105                         | Emil Herzog (GER)           | 26e                         |
| 106                         | Giovanni Aleotti (ITA)      | 58e                         |
| 107                         | Sergio Higuita (COL)        | 13e                         |

| Soudal Quick-Step SOQ | Soudal Quick-Step SOQ         | Soudal Quick-Step SOQ |
| --------------------- | ----------------------------- | --------------------- |
| Num                   | Coureur                       | Pos                   |
| 111                   | Remco Evenepoel (BEL)         | 53e                   |
| 112                   | Antoine Huby (FRA)            | AB                    |
| 113                   | Mattia Cattaneo (ITA)         | 56e                   |
| 114                   | Fausto Masnada (ITA)          | 54e                   |
| 115                   | Andrea Raccagni Noviero (ITA) | 82e                   |
| 116                   | Pepijn Reinderink (NED)       | 24e                   |
| 117                   | Mauri Vansevenant (BEL)       | 62e                   |

| Team Jayco AlUla JAY | Team Jayco AlUla JAY          | Team Jayco AlUla JAY |
| -------------------- | ----------------------------- | -------------------- |
| Num                  | Coureur                       | Pos                  |
| 121                  | Felix Engelhardt (GER)        | 77e                  |
| 122                  | Alessandro De Marchi (ITA)    | 116e                 |
| 124                  | Christopher Juul Jensen (DEN) | 108e                 |
| 125                  | Alastair Mackellar (AUS)      | 73e                  |
| 126                  | Michael Matthews (AUS)        | 65e                  |
| 127                  | Jan Maas (NED)                | 78e                  |

| UAE Team Emirates UAD | UAE Team Emirates UAD   | UAE Team Emirates UAD |
| --------------------- | ----------------------- | --------------------- |
| Num                   | Coureur                 | Pos                   |
| 131                   | Filippo Baroncini (ITA) | 97e                   |
| 132                   | Sjoerd Bax (NED)        | AB                    |
| 133                   | Jan Christen (SUI)      | 34e                   |
| 134                   | Pavel Sivakov (FRA)     | 6e                    |
| 135                   | Finn Fisher-Black (NZL) | 60e                   |
| 136                   | Marc Hirschi (SUI)      | 46e                   |
| 137                   | Tim Wellens (BEL)       | AB                    |

| Bingoal WB BWB | Bingoal WB BWB         | Bingoal WB BWB |
| -------------- | ---------------------- | -------------- |
| Num            | Coureur                | Pos            |
| 141            | Davide Persico (ITA)   | 81e            |
| 142            | Louka Matthys (BEL)    | 90e            |
| 144            | Dimitri Peyskens (BEL) | AB             |
| 145            | Lennert Teugels (BEL)  | 105e           |
| 146            | Marco Tizza (ITA)      | 42e            |
| 147            | Giacomo Villa (ITA)    | AB             |

| Team Corratec-Vini Fantini COR | Team Corratec-Vini Fantini COR | Team Corratec-Vini Fantini COR |
| ------------------------------ | ------------------------------ | ------------------------------ |
| Num                            | Coureur                        | Pos                            |
| 151                            | Kyrylo Tsarenko (UKR)          | AB                             |
| 152                            | Davide Baldaccini (ITA)        | AB                             |
| 153                            | Kristian Sbaragli (ITA)        | AB                             |
| 154                            | Alessandro Monaco (ITA)        | AB                             |
| 155                            | Marco Murgano (ITA)            | AB                             |
| 156                            | Mark Stewart (GBR)             | 66e                            |
| 157                            | Roberto González (PAN)         | 95e                            |

| Euskaltel-Euskadi EUS | Euskaltel-Euskadi EUS   | Euskaltel-Euskadi EUS |
| --------------------- | ----------------------- | --------------------- |
| Num                   | Coureur                 | Pos                   |
| 161                   | Gotzon Martín (ESP)     | 27e                   |
| 162                   | Txomin Juaristi (ESP)   | 41e                   |
| 163                   | Xabier Berasategi (ESP) | AB                    |
| 164                   | Xabier Isasa (ESP)      | 71e                   |
| 165                   | Iker Mintegi (ESP)      | 30e                   |
| 166                   | Unai Cuadrado (ESP)     | 84e                   |
| 167                   | Ander Ganzabal (ESP)    | 86e                   |

| Israel-Premier Tech IPT | Israel-Premier Tech IPT | Israel-Premier Tech IPT |
| ----------------------- | ----------------------- | ----------------------- |
| Num                     | Coureur                 | Pos                     |
| 171                     | Joseph Blackmore (GBR)  | 35e                     |
| 172                     | Simon Clarke (AUS)      | AB                      |
| 174                     | Riley Pickrell (CAN)    | 88e                     |
| 175                     | Brady Gilmore (AUS)     | 63e                     |
| 176                     | Nick Schultz (AUS)      | AB                      |
| 177                     | Corbin Strong (NZL)     | 19e                     |

| Lotto Dstny LTD | Lotto Dstny LTD             | Lotto Dstny LTD |
| --------------- | --------------------------- | --------------- |
| Num             | Coureur                     | Pos             |
| 181             | Johannes Adamietz (GER)     | 43e             |
| 182             | Jasper De Buyst (BEL)       |                 |
| 183             | Sylvain Moniquet (BEL)      | 76e             |
| 184             | Jonas Gregaard Wilsly (DEN) | 112e            |
| 186             | Alec Segaert (BEL)          | 80e             |
| 187             | Harm Vanhoucke (BEL)        | 107e            |

| Q36.5 Pro Cycling Team Q36 | Q36.5 Pro Cycling Team Q36 | Q36.5 Pro Cycling Team Q36 |
| -------------------------- | -------------------------- | -------------------------- |
| Num                        | Coureur                    | Pos                        |
| 191                        | Gianluca Brambilla (ITA)   | 89e                        |
| 192                        | Marcel Camprubí (ESP)      | 20e                        |
| 193                        | Filippo Conca (ITA)        | 91e                        |
| 194                        | Walter Calzoni (ITA)       | 38e                        |
| 195                        | Carl Fredrik Hagen (NOR)   | 40e                        |
| 196                        | Nicolò Parisini (ITA)      | 75e                        |
| 197                        | Travis Stedman (RSA)       | 93e                        |

| Team Polti Kometa PTK | Team Polti Kometa PTK   | Team Polti Kometa PTK |
| --------------------- | ----------------------- | --------------------- |
| Num                   | Coureur                 | Pos                   |
| 201                   | Javier Serrano (ESP)    | AB                    |
| 202                   | Mirco Maestri (ITA)     | 11e                   |
| 203                   | Davide Bais (ITA)       | AB                    |
| 204                   | Davide De Cassan (ITA)  | 109e                  |
| 205                   | Aidan Buttigieg         | AB                    |
| 206                   | Erik Fetter (HUN)       | 39e                   |
| 207                   | Jhonatan Restrepo (COL) | 83e                   |

| TotalEnergies TEN | TotalEnergies TEN        | TotalEnergies TEN |
| ----------------- | ------------------------ | ----------------- |
| Num               | Coureur                  | Pos               |
| 211               | Mathieu Burgaudeau (FRA) | 18e               |
| 212               | Sandy Dujardin (FRA)     | 68e               |
| 213               | Valentin Ferron (FRA)    | AB                |
| 214               | Fabien Grellier (FRA)    | AB                |
| 215               | Alan Jousseaume (FRA)    | AB                |
| 216               | Pierre Latour (FRA)      | 114e              |
| 217               | Clément Sanchez (FRA)    | 70e               |

| Tudor Pro Cycling Team TUD | Tudor Pro Cycling Team TUD | Tudor Pro Cycling Team TUD |
| -------------------------- | -------------------------- | -------------------------- |
| Num                        | Coureur                    | Pos                        |
| 221                        | Hannes Wilksch (GER)       | AB                         |
| 223                        | Robin Donzé (SUI)          | 103e                       |
| 225                        | Florian Stork (GER)        | 31e                        |
| 226                        | Roland Thalmann (SUI)      | 99e                        |
| 227                        | Arnaud Tendon (SUI)        | 69e                        |

| VF Group-Bardiani CSF-Faizanè VBF | VF Group-Bardiani CSF-Faizanè VBF | VF Group-Bardiani CSF-Faizanè VBF |
| --------------------------------- | --------------------------------- | --------------------------------- |
| Num                               | Coureur                           | Pos                               |
| 231                               | Luca Colnaghi (ITA)               | 110e                              |
| 232                               | Alessandro Pinarello (ITA)        | 7e                                |
| 233                               | Filippo Fiorelli (ITA)            | 104e                              |
| 234                               | Filippo Magli (ITA)               | 72e                               |
| 235                               | Matteo Scalco (ITA)               | 101e                              |
| 236                               | Alessandro Tonelli (ITA)          | 106e                              |
| 237                               | Enrico Zanoncello (ITA)           | 87e                               |

| Biesse-Carrera BIE | Biesse-Carrera BIE       | Biesse-Carrera BIE |
| ------------------ | ------------------------ | ------------------ |
| Num                | Coureur                  | Pos                |
| 241                | Andrea D'Amato (ITA)     | AB                 |
| 242                | Nicolò Arrighetti (ITA)  | 74e                |
| 243                | Davide Donati (ITA)      | AB                 |
| 244                | Lorenzo Galimberti (ITA) | AB                 |
| 245                | Andrea Montoli (ITA)     | 102e               |
| 246                | Luca Maggia (ITA)        | AB                 |
| 247                | Gustav Lorenzen (DEN)    | AB                 |

| Team Visma \| Lease a Bike TVL | Team Visma \| Lease a Bike TVL | Team Visma \| Lease a Bike TVL |
| ------------------------------ | ------------------------------ | ------------------------------ |
| Num                            | Coureur                        | Pos                            |
| 2                              | Steven Kruijswijk (NED)        | 57e                            |
| 3                              | Bart Lemmen (NED)              | 5e                             |
| 4                              | Johannes Staune-Mittet (NOR)   | 59e                            |
| 5                              | Milan Vader (NED)              | 36e                            |
| 6                              | Tijmen Graat (NED)             | 44e                            |
| 7                              | Menno Huising (NED)            | 21e                            |

| Alpecin-Deceuninck ADC | Alpecin-Deceuninck ADC      | Alpecin-Deceuninck ADC |
| ---------------------- | --------------------------- | ---------------------- |
| Num                    | Coureur                     | Pos                    |
| 11                     | Kaden Groves (AUS)          | AB                     |
| 12                     | Stan Van Tricht (BEL)       | 1er                    |
| 13                     | Axel Laurance (FRA)         | 67e                    |
| 14                     | Fabio Van den Bossche (BEL) | 12e                    |
| 15                     | Tobias Bayer (AUT)          | 79e                    |
| 16                     | Louis Kitzki (GER)          | 98e                    |
| 17                     | Henri Uhlig (GER)           | AB                     |

| Arkéa-B&B Hotels ARK | Arkéa-B&B Hotels ARK      | Arkéa-B&B Hotels ARK |
| -------------------- | ------------------------- | -------------------- |
| Num                  | Coureur                   | Pos                  |
| 21                   | Vincenzo Albanese (ITA)   | AB                   |
| 22                   | Louis Barré (FRA)         | AB                   |
| 23                   | Clément Champoussin (FRA) | AB                   |
| 24                   | Ewen Costiou (FRA)        | AB                   |
| 25                   | Kévin Vauquelin (FRA)     | AB                   |
| 26                   | Jenthe Biermans (BEL)     | 85e                  |
| 27                   | Simon Guglielmi (FRA)     | 28e                  |

| Astana Qazaqstan Team AST | Astana Qazaqstan Team AST     | Astana Qazaqstan Team AST |
| ------------------------- | ----------------------------- | ------------------------- |
| Num                       | Coureur                       | Pos                       |
| 31                        | Davide Ballerini (ITA)        | 16e                       |
| 32                        | Samuele Battistella (ITA)     | AB                        |
| 33                        | Alberto Bettiol (ITA) (route) | AB                        |
| 34                        | Gianmarco Garofoli (ITA)      | 47e                       |
| 35                        | Christian Scaroni (ITA)       | 61e                       |
| 36                        | Henok Mulubrhan (ERI) (route) | 100e                      |
| 37                        | Alexey Lutsenko (KAZ)         | AB                        |

| Cofidis COF | Cofidis COF           | Cofidis COF |
| ----------- | --------------------- | ----------- |
| Num         | Coureur               | Pos         |
| 41          | Stefano Oldani (ITA)  | AB          |
| 42          | Ion Izagirre (ESP)    | 23e         |
| 43          | Anthony Perez (FRA)   | 64e         |
| 44          | Hugo Toumire (FRA)    | AB          |
| 45          | Harrison Wood (GBR)   | 49e         |
| 46          | Axel Zingle (FRA)     | 17e         |
| 47          | Benjamin Thomas (FRA) | AB          |

| Decathlon-AG2R La Mondiale DAT | Decathlon-AG2R La Mondiale DAT | Decathlon-AG2R La Mondiale DAT |
| ------------------------------ | ------------------------------ | ------------------------------ |
| Num                            | Coureur                        | Pos                            |
| 51                             | Alex Baudin (FRA)              | 2e                             |
| 52                             | Clément Berthet (FRA)          | 25e                            |
| 53                             | Dorian Godon (FRA)             | 8e                             |
| 54                             | Paul Lapeira (FRA) (route)     | AB                             |
| 55                             | Nicolas Prodhomme (FRA)        | 48e                            |
| 56                             | Bastien Tronchon (FRA)         | 55e                            |
| 57                             | Andrea Vendrame (ITA)          | 15e                            |

| EF Education-EasyPost EFE | EF Education-EasyPost EFE | EF Education-EasyPost EFE |
| ------------------------- | ------------------------- | ------------------------- |
| Num                       | Coureur                   | Pos                       |
| 61                        | Mikkel Honoré (DEN)       | 33e                       |

| Club Cycliste d'Étupes ___ | Club Cycliste d'Étupes ___ | Club Cycliste d'Étupes ___ |
| -------------------------- | -------------------------- | -------------------------- |
| Num                        | Coureur                    | Pos                        |
| 62                         | Edvin Lovidius (SWE)       | 113e                       |

| EF Education-EasyPost EFE | EF Education-EasyPost EFE     | EF Education-EasyPost EFE |
| ------------------------- | ----------------------------- | ------------------------- |
| Num                       | Coureur                       | Pos                       |
| 63                        | Darren Rafferty (IRL) (route) | 45e                       |
| 64                        | Rui Costa (POR) (route)       | AB                        |
| 65                        | Neilson Powless (USA)         | 4e                        |
| 66                        | James Shaw (GBR)              | 115e                      |
| 67                        | Marijn van den Berg (NED)     | 10e                       |

| Intermarché-Wanty IWA | Intermarché-Wanty IWA   | Intermarché-Wanty IWA |
| --------------------- | ----------------------- | --------------------- |
| Num                   | Coureur                 | Pos                   |
| 71                    | Vito Braet (BEL)        | 14e                   |
| 72                    | Francesco Busatto (ITA) | 9e                    |
| 73                    | Lilian Calmejane (FRA)  | AB                    |
| 74                    | Alexy Faure Prost (FRA) | AB                    |
| 75                    | Simone Gualdi (ITA)     | 51e                   |
| 76                    | Rune Herregodts (BEL)   | 32e                   |
| 77                    | Simone Petilli (ITA)    | 111e                  |

| Lidl-Trek LTK | Lidl-Trek LTK                    | Lidl-Trek LTK |
| ------------- | -------------------------------- | ------------- |
| Num           | Coureur                          | Pos           |
| 81            | Toms Skujiņš (LAT)               | 22e           |
| 82            | Juan Pedro López (ESP)           | AB            |
| 83            | Dario Cataldo (ITA)              | AB            |
| 84            | Simone Consonni (ITA)            | 96e           |
| 85            | Jacopo Mosca (ITA)               | 50e           |
| 86            | Fabio Felline (ITA)              | AB            |
| 87            | Natnael Tesfatsion (ERI) (route) | 37e           |

| Movistar Team MOV | Movistar Team MOV           | Movistar Team MOV |
| ----------------- | --------------------------- | ----------------- |
| Num               | Coureur                     | Pos               |
| 91                | Alex Aranburu (ESP) (route) | 52e               |
| 92                | Jon Barrenetxea (ESP)       | 92e               |
| 93                | Iván García Cortina (ESP)   | AB                |
| 94                | Manlio Moro (ITA)           | 94e               |
| 95                | Lorenzo Milesi (ITA)        | AB                |
| 96                | Oier Lazkano (ESP)          | AB                |
| 97                | Gonzalo Serrano (ESP)       | 29e               |

| Red Bull-Bora-Hansgrohe RBH | Red Bull-Bora-Hansgrohe RBH | Red Bull-Bora-Hansgrohe RBH |
| --------------------------- | --------------------------- | --------------------------- |
| Num                         | Coureur                     | Pos                         |
| 101                         | Primož Roglič (SLO)         | AB                          |
| 102                         | Matteo Sobrero (ITA)        | AB                          |
| 103                         | Bob Jungels (LUX)           | AB                          |
| 104                         | Roger Adrià (ESP)           | 3e                          |
| 105                         | Emil Herzog (GER)           | 26e                         |
| 106                         | Giovanni Aleotti (ITA)      | 58e                         |
| 107                         | Sergio Higuita (COL)        | 13e                         |

| Soudal Quick-Step SOQ | Soudal Quick-Step SOQ         | Soudal Quick-Step SOQ |
| --------------------- | ----------------------------- | --------------------- |
| Num                   | Coureur                       | Pos                   |
| 111                   | Remco Evenepoel (BEL)         | 53e                   |
| 112                   | Antoine Huby (FRA)            | AB                    |
| 113                   | Mattia Cattaneo (ITA)         | 56e                   |
| 114                   | Fausto Masnada (ITA)          | 54e                   |
| 115                   | Andrea Raccagni Noviero (ITA) | 82e                   |
| 116                   | Pepijn Reinderink (NED)       | 24e                   |
| 117                   | Mauri Vansevenant (BEL)       | 62e                   |

| Team Jayco AlUla JAY | Team Jayco AlUla JAY          | Team Jayco AlUla JAY |
| -------------------- | ----------------------------- | -------------------- |
| Num                  | Coureur                       | Pos                  |
| 121                  | Felix Engelhardt (GER)        | 77e                  |
| 122                  | Alessandro De Marchi (ITA)    | 116e                 |
| 124                  | Christopher Juul Jensen (DEN) | 108e                 |
| 125                  | Alastair Mackellar (AUS)      | 73e                  |
| 126                  | Michael Matthews (AUS)        | 65e                  |
| 127                  | Jan Maas (NED)                | 78e                  |

| UAE Team Emirates UAD | UAE Team Emirates UAD   | UAE Team Emirates UAD |
| --------------------- | ----------------------- | --------------------- |
| Num                   | Coureur                 | Pos                   |
| 131                   | Filippo Baroncini (ITA) | 97e                   |
| 132                   | Sjoerd Bax (NED)        | AB                    |
| 133                   | Jan Christen (SUI)      | 34e                   |
| 134                   | Pavel Sivakov (FRA)     | 6e                    |
| 135                   | Finn Fisher-Black (NZL) | 60e                   |
| 136                   | Marc Hirschi (SUI)      | 46e                   |
| 137                   | Tim Wellens (BEL)       | AB                    |

| Bingoal WB BWB | Bingoal WB BWB         | Bingoal WB BWB |
| -------------- | ---------------------- | -------------- |
| Num            | Coureur                | Pos            |
| 141            | Davide Persico (ITA)   | 81e            |
| 142            | Louka Matthys (BEL)    | 90e            |
| 144            | Dimitri Peyskens (BEL) | AB             |
| 145            | Lennert Teugels (BEL)  | 105e           |
| 146            | Marco Tizza (ITA)      | 42e            |
| 147            | Giacomo Villa (ITA)    | AB             |

| Team Corratec-Vini Fantini COR | Team Corratec-Vini Fantini COR | Team Corratec-Vini Fantini COR |
| ------------------------------ | ------------------------------ | ------------------------------ |
| Num                            | Coureur                        | Pos                            |
| 151                            | Kyrylo Tsarenko (UKR)          | AB                             |
| 152                            | Davide Baldaccini (ITA)        | AB                             |
| 153                            | Kristian Sbaragli (ITA)        | AB                             |
| 154                            | Alessandro Monaco (ITA)        | AB                             |
| 155                            | Marco Murgano (ITA)            | AB                             |
| 156                            | Mark Stewart (GBR)             | 66e                            |
| 157                            | Roberto González (PAN)         | 95e                            |

| Euskaltel-Euskadi EUS | Euskaltel-Euskadi EUS   | Euskaltel-Euskadi EUS |
| --------------------- | ----------------------- | --------------------- |
| Num                   | Coureur                 | Pos                   |
| 161                   | Gotzon Martín (ESP)     | 27e                   |
| 162                   | Txomin Juaristi (ESP)   | 41e                   |
| 163                   | Xabier Berasategi (ESP) | AB                    |
| 164                   | Xabier Isasa (ESP)      | 71e                   |
| 165                   | Iker Mintegi (ESP)      | 30e                   |
| 166                   | Unai Cuadrado (ESP)     | 84e                   |
| 167                   | Ander Ganzabal (ESP)    | 86e                   |

| Israel-Premier Tech IPT | Israel-Premier Tech IPT | Israel-Premier Tech IPT |
| ----------------------- | ----------------------- | ----------------------- |
| Num                     | Coureur                 | Pos                     |
| 171                     | Joseph Blackmore (GBR)  | 35e                     |
| 172                     | Simon Clarke (AUS)      | AB                      |
| 174                     | Riley Pickrell (CAN)    | 88e                     |
| 175                     | Brady Gilmore (AUS)     | 63e                     |
| 176                     | Nick Schultz (AUS)      | AB                      |
| 177                     | Corbin Strong (NZL)     | 19e                     |

| Lotto Dstny LTD | Lotto Dstny LTD             | Lotto Dstny LTD |
| --------------- | --------------------------- | --------------- |
| Num             | Coureur                     | Pos             |
| 181             | Johannes Adamietz (GER)     | 43e             |
| 182             | Jasper De Buyst (BEL)       |                 |
| 183             | Sylvain Moniquet (BEL)      | 76e             |
| 184             | Jonas Gregaard Wilsly (DEN) | 112e            |
| 186             | Alec Segaert (BEL)          | 80e             |
| 187             | Harm Vanhoucke (BEL)        | 107e            |

| Q36.5 Pro Cycling Team Q36 | Q36.5 Pro Cycling Team Q36 | Q36.5 Pro Cycling Team Q36 |
| -------------------------- | -------------------------- | -------------------------- |
| Num                        | Coureur                    | Pos                        |
| 191                        | Gianluca Brambilla (ITA)   | 89e                        |
| 192                        | Marcel Camprubí (ESP)      | 20e                        |
| 193                        | Filippo Conca (ITA)        | 91e                        |
| 194                        | Walter Calzoni (ITA)       | 38e                        |
| 195                        | Carl Fredrik Hagen (NOR)   | 40e                        |
| 196                        | Nicolò Parisini (ITA)      | 75e                        |
| 197                        | Travis Stedman (RSA)       | 93e                        |

| Team Polti Kometa PTK | Team Polti Kometa PTK   | Team Polti Kometa PTK |
| --------------------- | ----------------------- | --------------------- |
| Num                   | Coureur                 | Pos                   |
| 201                   | Javier Serrano (ESP)    | AB                    |
| 202                   | Mirco Maestri (ITA)     | 11e                   |
| 203                   | Davide Bais (ITA)       | AB                    |
| 204                   | Davide De Cassan (ITA)  | 109e                  |
| 205                   | Aidan Buttigieg         | AB                    |
| 206                   | Erik Fetter (HUN)       | 39e                   |
| 207                   | Jhonatan Restrepo (COL) | 83e                   |

| TotalEnergies TEN | TotalEnergies TEN        | TotalEnergies TEN |
| ----------------- | ------------------------ | ----------------- |
| Num               | Coureur                  | Pos               |
| 211               | Mathieu Burgaudeau (FRA) | 18e               |
| 212               | Sandy Dujardin (FRA)     | 68e               |
| 213               | Valentin Ferron (FRA)    | AB                |
| 214               | Fabien Grellier (FRA)    | AB                |
| 215               | Alan Jousseaume (FRA)    | AB                |
| 216               | Pierre Latour (FRA)      | 114e              |
| 217               | Clément Sanchez (FRA)    | 70e               |

| Tudor Pro Cycling Team TUD | Tudor Pro Cycling Team TUD | Tudor Pro Cycling Team TUD |
| -------------------------- | -------------------------- | -------------------------- |
| Num                        | Coureur                    | Pos                        |
| 221                        | Hannes Wilksch (GER)       | AB                         |
| 223                        | Robin Donzé (SUI)          | 103e                       |
| 225                        | Florian Stork (GER)        | 31e                        |
| 226                        | Roland Thalmann (SUI)      | 99e                        |
| 227                        | Arnaud Tendon (SUI)        | 69e                        |

| VF Group-Bardiani CSF-Faizanè VBF | VF Group-Bardiani CSF-Faizanè VBF | VF Group-Bardiani CSF-Faizanè VBF |
| --------------------------------- | --------------------------------- | --------------------------------- |
| Num                               | Coureur                           | Pos                               |
| 231                               | Luca Colnaghi (ITA)               | 110e                              |
| 232                               | Alessandro Pinarello (ITA)        | 7e                                |
| 233                               | Filippo Fiorelli (ITA)            | 104e                              |
| 234                               | Filippo Magli (ITA)               | 72e                               |
| 235                               | Matteo Scalco (ITA)               | 101e                              |
| 236                               | Alessandro Tonelli (ITA)          | 106e                              |
| 237                               | Enrico Zanoncello (ITA)           | 87e                               |

| Biesse-Carrera BIE | Biesse-Carrera BIE       | Biesse-Carrera BIE |
| ------------------ | ------------------------ | ------------------ |
| Num                | Coureur                  | Pos                |
| 241                | Andrea D'Amato (ITA)     | AB                 |
| 242                | Nicolò Arrighetti (ITA)  | 74e                |
| 243                | Davide Donati (ITA)      | AB                 |
| 244                | Lorenzo Galimberti (ITA) | AB                 |
| 245                | Andrea Montoli (ITA)     | 102e               |
| 246                | Luca Maggia (ITA)        | AB                 |
| 247                | Gustav Lorenzen (DEN)    | AB                 |

## Classements UCI
La course attribue des points au Classement mondial UCI 2024 selon le barème suivant.
| Position           | 1er | 2e  | 3e  | 4e  | 5e | 6e | 7e | 8e | 9e | 10e | 11e | 12e | 13e | 14e | 15e | 16e à 30e | 31e à 40e |
| Classement général | 200 | 150 | 125 | 100 | 85 | 70 | 60 | 50 | 40 | 35  | 30  | 25  | 20  | 15  | 10  | 5         | 3         |